# Sello de Indiana
El sello del estado de Indiana es el emblema oficial de este estado; ha pasado por varias revisiones desde que la región formaba parte del Territorio del Noroeste. El diseño actual fue estandarizado por la Asamblea General de Indiana en 1963. Muestra un leñador que corta un sicomoro, mientras un bisonte americano corre en primer término y el sol se pone al fondo. Las hojas del árbol estatal, el tulípero, figuran en el diseño del borde.

## Sellos del Gobierno de Indiana

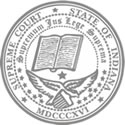
Sello de la Corte Suprema de Indiana
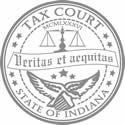
Sello del Tribunal Fiscal de Indiana
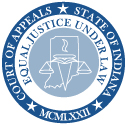
Sello del Tribunal de Apelaciones de Indiana
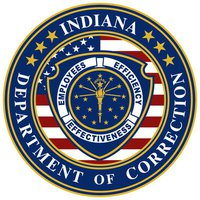
Sello del Departamento de Correcciones de Indiana
Sello del Departamento de Transporte de Indiana
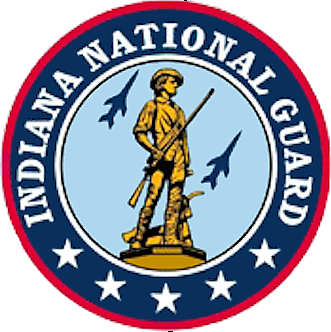
Sello de la Guardia Nacional de Indiana

## Evolución histórica del sello

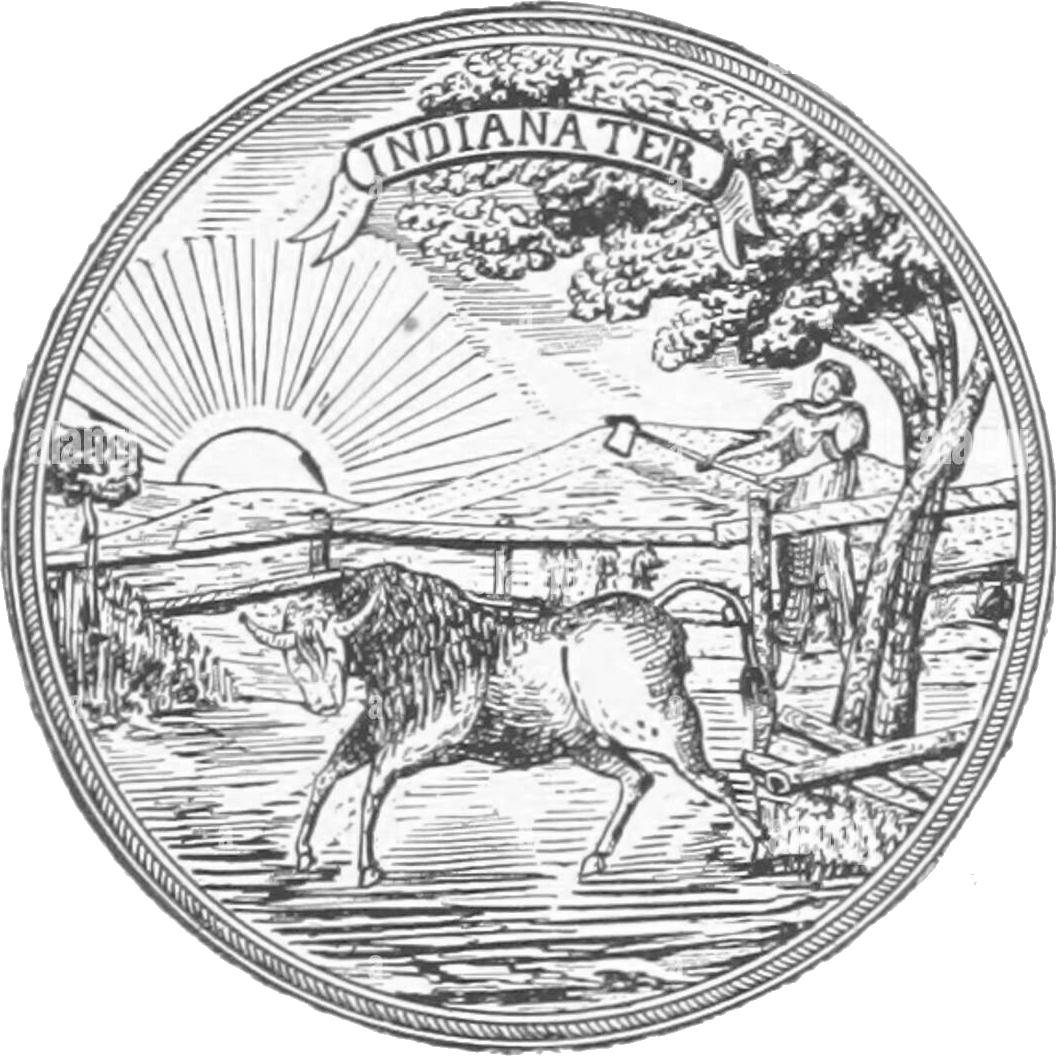
Gran Sello de Indiana (1801-1816)
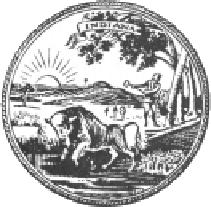
Gran Sello de Indiana (1816)
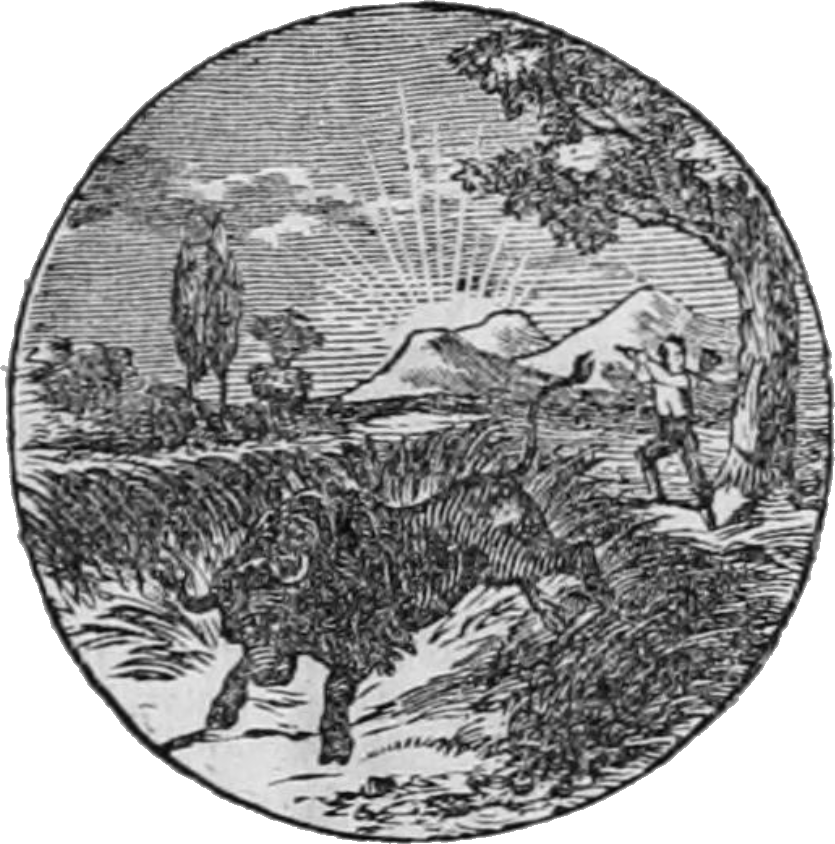
Gran Sello de Indiana (1855-1856)
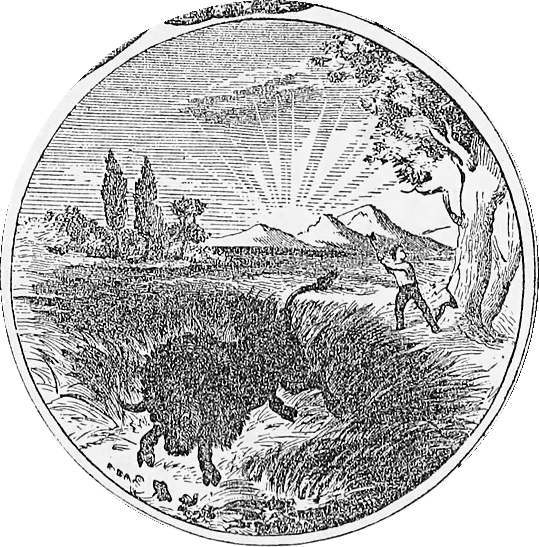
Gran Sello de Indiana (1856-1863)
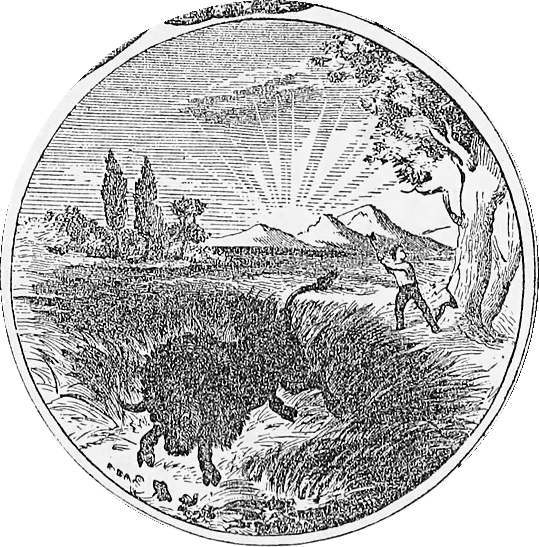
Gran Sello de Indiana (1856-1863)
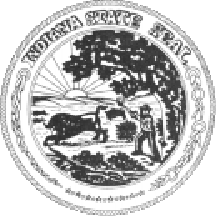
Gran Sello de Indiana (1863)
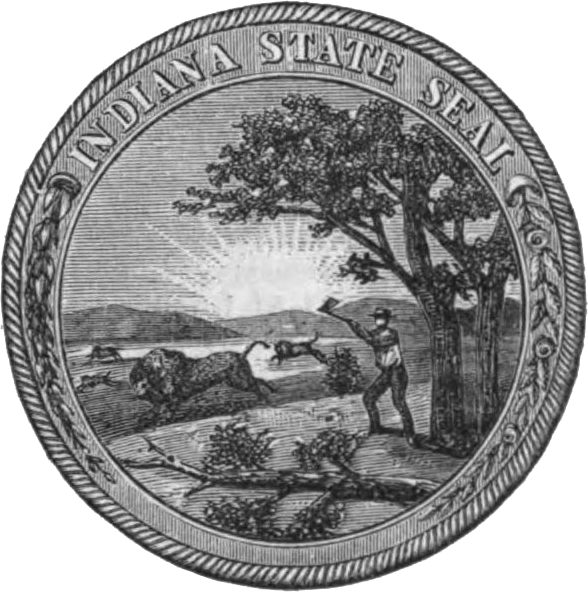
Gran Sello de Indiana (1879-1899)
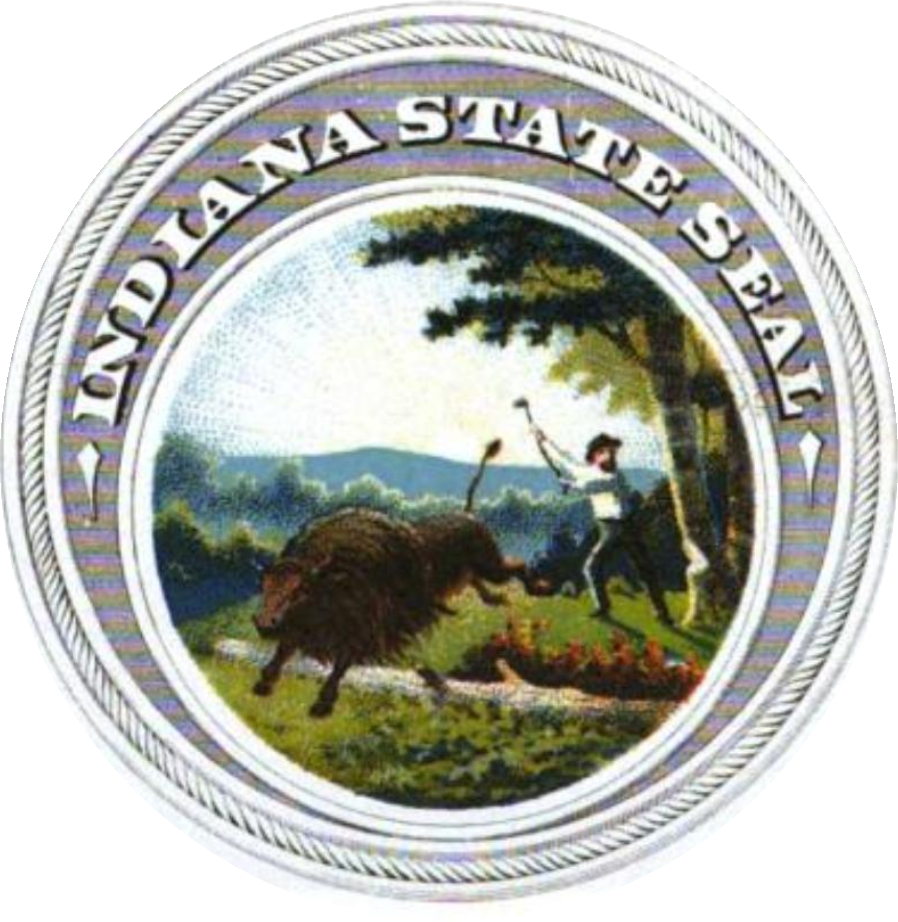
Gran Sello de Indiana (1899-1950)
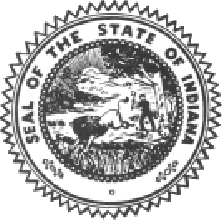
Gran Sello de Indiana (1950-1963)